# Athetis derufata
Athetis derufata là một loài bướm đêm trong họ Noctuidae.